# Lactarius utilis
Lactarius utilis é um fungo que pertence ao gênero de cogumelos Lactarius na ordem Russulales. Encontrado na Europa, foi descrito cientificamente pelo micologista sueco Elias Magnus Fries em 1838.